# Ноябрь 2009 года

Список событий ноября 2009 года.

## События
- 1 ноября
  - Тайфун «Миринаэ» на Филиппинах унёс жизни не менее 14 человек[1].
  - Первой ракеткой мира стала американская теннисистка Серена Уильямс, сместившая с этой позиции россиянку Динару Сафину[2].
  - Кандидат в президенты Афганистана Абдулла Абдулла отказался от участия во втором туре выборов[3].
  - В Якутии при падении транспортного самолёта Ил-76 МВД России погибли 11 человек[4].
- 2 ноября
  - Королевский банк Шотландии объявляет о сокращении 3700 сотрудников в Великобритании[5].
  - Обладательницей Гонкуровской премии стала французская писательница Мари Ндьяй[6].
  - В Сомали пассажиры предотвратили попытку захвата и угона самолёта, нейтрализовали террористов и сдали их полиции[7].
  - Независимая избирательная комиссия Афганистана объявила об отмене второго тура президентских выборов и признала Хамида Карзая избранным президентом[8].
  - Террористический акт в Равалпинди.
- 3 ноября
  - Центральный банк Австралии повысил процентную ставку на 3,5 %[9].
  - МВФ впервые за девять лет распродает золото, Индии продано 200 тонн[10].
  - Шейх Халифа ибн Зайд ан-Нахайян переизбран на посту президента ОАЭ[11].
  - В Нью-Йорк прибыл эсминец построенный из обломков Всемирного торгового центра[12].
  - Президент Чехии Вацлав Клаус подписал Лиссабонский договор, устранив последнюю преграду на пути вступления документа в силу[13].
  - Глава правящей на Фиджи военной хунты Фрэнк Мбаинимарама выслал из страны послов Австралии и Новой Зеландии[14].
  - Близ пакистанского города Карачи произошла железнодорожная катастрофа, погибли 10 человек[15].
  - General Motors отказался от продажи Опеля консорциуму Magna-Сбербанк[16].
- 4 ноября
  - Африканские страны приняли решение прекратить бойкот климатических переговоров ООН, так как им было обещано более подробное обсуждение способа компенсации перевода их экономик на более экологичную основу[17].
  - «Нью-Йорк Янкис» выиграли Мировую серию 2009 года, обыграв в шестом матче бейсбольного чемпионата команду «Филадельфия Филлис»[18].
  - Словения и Хорватия подписали договор об урегулировании пограничного спора[19].
  - Парламент Румынии второй раз отверг кандидатуру Лучиана Кроитору на пост премьер-министра[20].
  - Австралия выслала из страны Верховного комиссара Фиджи Камлеша Кумара Ариа в ответ на подобные действия фиджийских властей[21].
  - Майкл Блумберг переизбран мэром Нью-Йорка[22].
- 5 ноября
  - Майор медицинской службы, психиатр Нидал Малик Хасан (англ. Nidal Malik Hasan) расстрелял военнослужащих на военной базе Форт-Худ, Техас. Погибли 13 человек, более 30 человек ранены[23][24][25].
  - В Киеве прошла встреча президентов Украины и Белоруссии, был подписан ряд двусторонних документов. Это первый за пять лет визит Лукашенко на Украину[26].
  - Финляндия и Швеция одобрили прокладку газопровода Nord Stream в своих территориальных водах[27][28].
  - Приведён к присяге новый президент Фиджи Эпели Наилатикау[29].
  - Таиланд, в ответ на назначение Таксина Чинавата советником премьер-министра Камбоджи, отозвал своего посла из Камбоджи[30]. Камбоджа отозвала посла из Таиланда[31].
- 6 ноября
  - На Каймановых островах начала действовать новая конституция и вступил в должность первый премьер-министр Маккива Буш[32].
  - В Хабаровском крае разбился самолёт Ту-142 ВМФ России[33].
  - Безработный Джейсон Родригес открыл стрельбу в офисном здании в Орландо, (Флорида). Погибли два человека, пятеро ранены[34][35].
  - Глава правительства «де-факто» Гондураса Роберто Мичелетти сформировал правительство национального единства и согласия без представителей законно избранного президента Мануэля Селайи[36].
  - Тропический ураган «Манираэ» обрушился на Вьетнам. Погибли 107 человек, десятки пропали без вести[37].
  - На юго-востоке Бразилии от наводнения пострадало 785 000 человек[38].
  - В Сент-Эндрюсе (Шотландия) открылась встреча министров финансов G20[39].
  - Продолжается скандал с торговым грузовым судном Francop, захваченным Израилем по подозрению в контрабанде оружия в пользу движения Хезболла[40].
- 7 ноября
  - На Мадагаскаре подписано соглашение об урегулировании политического кризиса в стране[41].
  - Состоялось шествие на Красной площади в честь 68-летия парада 1941 года[42].
  - Около 5 тысяч человек собрались в Тбилиси на митинг протеста против событий 7 ноября 2007 года[43].
  - Власти Эквадора ввели ограничение на потребление электроэнергии в связи с небывалой засухой, из-за которой снизился уровень воды в водохранилищах на основной гидроэлектростанции страны[44].
- 8 ноября
  - Скончался нобелевский лауреат, физик-теоретик Виталий Лазаревич Гинзбург[45].
  - Скончался советский и российский актёр, заслуженный артист России Игорь Владимирович Старыгин[46][47].
  - В Великобритании отметили Поминальное воскресенье в память жертв Первой мировой войны, а также всех последующих военных конфликтов[48].
  - Премьер Государственного совета Китая Вэнь Цзябао на форуме сотрудничества Китай-Африка, который проходит египетском Шарм-эш-Шейхе, заявил, что Китай выделит низкопроцентный кредит в 10 миллиардов долларов странам Африки[49].
- 9 ноября
  - Вооружённые силы Израиля и США завершили учения «Можжевеловая кобра-10»[50].
  - Новая Зеландия стала 63-й страной в мире, признавшей независимость Косова. Установлены также дипломатические отношения между странами[51].
  - Президент Венесуэлы Уго Чавес выступил с обращением в котором порекомендовал жителям страны готовиться к войне с Колумбией[52].
  - В результате аварии на ЛЭП «Нурек-Регар» 70 % Таджикистана осталось без электричества[53].
  - Количество жертв урагана «Ида» в Сальвадоре достигло 124 человек, 60 пропали без вести. В стране введено чрезвычайное положение[54].
- 10 ноября
  - Произошло массовое отключение электроэнергии в Бразилии и Парагвае из-за аварии на электростанции «Итайпу»[55].
  - Состоялся успешный запуск ракеты-носителя «Союз-У» с российским исследовательским модулем МКС «Поиск»[56].
  - Взрыв заминированного автомобиля в пакистанском городе Чарсадда. Погибло 42 человека[57].
  - В Ливане сформировано новое правительство национального единства во главе с Саадом аль-Харири[58].
- 11 ноября
  - Канадские антимонархисты провели в Монреале акции протеста против визита принца Чарльза в страну[59].
  - В ЮАР найден новый вид динозавров Aardonyx celestae, по всей видимости являющийся переходным звеном между ранними двуногими динозаврами и четвероногими зауроподами[60].
- 12 ноября
  - В Непале тысячи маоистских активистов приняли участие в демонстрации на улицах Катманду, протестуя против правящей коалиции[61].
  - Состоялось ежегодное обращение президента России к Федеральному Собранию, были подняты темы модернизации экономики, реформы региональных выборов, а также чистки рядов правоохранительных органов[62].
  - Серия терактов в Пакистане. В двух городах от взрывов погибло 12 и ранено 55 человек[63].
  - Приведён к присяге президент Туниса Зин эль-Абидин Бен Али[64].
- 13 ноября
  - В Руанде самолёт врезался в VIP-терминал аэропорта. Пострадали десять человек, один человек погиб[65].
  - На арсенале Министерства обороны, расположенном на окраине Ульяновска, произошёл взрыв боеприпасов. Двое военнослужащих погибли[66].
  - Завершён процесс ратификации Лиссабонского договора[67].
  - НАСА опубликовало предварительные результаты обработки данных полученных лунным зондом LCROSS, из которых следует, что на Луне обнаружена вода[68].
- 14 ноября
  - В Сингапуре открылся 17-й саммит АТЭС. В нём принимают участие лидеры 21 страны[69].
  - Шпионский скандал разгорелся между Перу и Чили[70].
- 15 ноября
  - General Motors объявил о своих планах закрыть более трети автосалонов Saab в США[71].
  - Абхазия перешла на российские телефонные коды[72].
  - Около города Рино (штат Невада) разбился медицинский вертолёт AS 350. Погибло 3 человека[73].
  - Скончался предстоятель Сербской православной церкви патриарх Павел[74].
  - В Косово прошли первые после провозглашения независимости муниципальные выборы[75], победу на них одержала Демократическая партия Косово во главе с премьер-министром Хашимом Тачи[76].
  - Филиппинский боксёр Мэнни Пакьяо одержал досрочную победу над пуэрториканцем Мигелем Котто став первым боксёром завоевавшим титул чемпиона мира в семи разных весовых категориях[77].
- 16 ноября
  - Из Космического центра имени Кеннеди осуществлён пуск шаттла «Атлантис» по программе STS-129[78].
  - Продолжается приграничный конфликт между Йеменом и Саудовской Аравией: шиитские мятежники заявили об обстреле ракетными снарядами саудовской военной базы Айн аль-Харра в приграничном районе Джизан[79].
  - В Риме начался трёхдневный саммит ООН по вопросам борьбы с голодом во всём мире[80].
  - В СИЗО скончался юрист инвестиционного фонда Hermitage Capital Сергей Магнитский[81].
- 17 ноября
  - Александр Колобнев стал бронзовым призёром пекинской Олимпиады более чем спустя год после её окончания из-за дисквалификации за применение допинга нескольких спортсменов[82].
  - Новым руководителем международной экологической организации «Greenpeace» стал южноафриканец Куми Найду, это первый африканец — глава «Greenpeace»[83].
  - Опубликован неоконченный роман Владимира Набокова «Лаура и её оригинал»[84].
  - От обширного инфаркта скончался российский актёр Николай Владимирович Олялин[85].
- 18 ноября
  - Опубликован индекс восприятия коррупции за 2009 год, согласно индексу ниже всего коррупция в Новой Зеландии, сама сильная в Сомали[86].
  - Директор Фонда народонаселения ООН Торайя Обеид сообщила, что количество жителей Африки превысило 1 миллиард человек[87].
  - В Стокгольме открылся 24-й саммит Россия—ЕС[88].
  - Королева Великобритании Елизавета Вторая выступила с ежегодной тронной речью, на открытии новой сессии британского парламента[89].
- 19 ноября
  - Конституционный суд России продлил мораторий на смертную казнь[90].
  - Были описаны три новых вида вымерших крокодилов: Kaprosuchus saharicus, raripesuchus rattoides и Laganosuchus thaumastos, обнаруженные в пустыне Сахара[91].
  - Компания Google представила пробную версию собственной операционной системы под названием Chrome OS[92].
  - Хамид Карзай принёс присягу в качестве президента Афганистана[93].
  - Теракт в Пешаваре (Пакистан). В результате взрыва у здания суда погибло 18 и ранено 44 человека[94].
  - На экстренном саммите ЕС первым президентом Европейского союза был избран премьер-министр Бельгии Херман ван Ромпёй[95]. В свою очередь британский политик Кэтрин Эштон была избрана на должность министра иностранных дел ЕС[96].
- 20 ноября
  - На Англию и Шотландию обрушилось сильное наводнение, более 200 человек эвакуированы в безопасные места[97].
  - После года простоя запущен Большой адронный коллайдер[98].
  - Скончался шоумен Роман Трахтенберг[99].
  - Неизвестными лицами убит православный священник, проповедник и миссионер Даниил Сысоев[100].
  - Хорватия ратифицировала соглашение о морской границе со Словенией, открыв себе путь в Европейский союз[101].
- 21 ноября
  - Конвенция о защите прав детей отмечает своё 20-летие[102].
  - В результате утечки бытового газа произошёл взрыв в одном из домов на Юго-Западе Москвы. Три человека погибло, 14 ранено[103][104].
  - Взрыв на угольной шахте в городе Хэган (Китай). Погибло более 100 горняков[105].
- 22 ноября
  - Президенты Азербайджана Ильхам Алиев и Армении Серж Саргсян встретились в Мюнхене, где обменялись мнениями по урегулированию карабахского конфликта[106].
  - Во время работ по ремонту и модернизации 1-го энергоблока АЭС Три-Майл-Айленд сработали датчики радиационной опасности в гермообъёме. Рабочие были удалены до окончания дезактивационных работ. По заявлению официальных лиц утечки радиации за пределы внутренних помещений не произошло, пострадавших нет, событие не повлияло на безопасность станции[107].
  - Армия обороны Израиля нанесла авиаудары по двум фабрикам по производству оружия в секторе Газа[108].
  - Умер Константин Петрович Феоктистов, лётчик-космонавт СССР[109].
  - В Румынии прошёл первый тур президентских выборов. Во второй тур вышли действующий президент Траян Бэсеску (33 %) и социал-демократ Мирча Джоанэ (29 %)[110].
  - На прошедшем в Румынии референдуме большинство населения поддержали предложение превратить парламент в однопалатный вместо двухпалатного, а также за сокращение количества парламентариев до 300[111].
- 23 ноября
  - На западе Африки началась самая массовая в истории человечества иммунизация против жёлтой лихорадки; заготовлена вакцина для 12 миллионов человек[112].
  - Узбекистан в одностороннем порядке закрыл государственную границу с Казахстаном[113].
  - На Филиппинах найден мёртвым 21 человек, в том числе политики и журналисты, похищенные вооружённой группой на острове Минданао[114].
  - Повторные взрывы боеприпасов в ФГУП «31-й арсенал МО РФ» ВМФ в Ульяновске. Погибли восемь военнослужащих[115].
- 24 ноября
  - Европейский парламент одобрил капитальную реформу телекоммуникационного законодательства ЕС, в частности предоставление доступа в Интернет будет защищаться также как и другие фундаментальные права человека[116].
  - В Международном уголовном суде в Гааге прошли первые слушания по делу бывших участников гражданской войны в Демократической республике Конго Жермена Катанге и Мэтью Нгуджоло Чуи[117].
  - Король Иордании Абдалла II распустил Национальное собрание[118].
  - Боливия исключена из состава Андского парламента[119].
  - Виталий Мутко ушёл в отставку с поста президента Российского футбольного союза, временным исполняющим обязанности президента назначен Никита Симонян[120].
  - На фестивале Гадхимаи в Непале было принесено в жертву самое большое в мире количество животных[121].
  - Климатгейт: неизвестные распространили архив переписки учёных Университета Восточной Англии с ведущими учёными-климатологами мира, из которого очевидны манипуляции данными, общественным мнением и мнением научного сообщества группой специалистов-сторонников теории глобального потепления[122].
- 25 ноября
  - Французский телекоммуникационный гигант France Telecom и датский TDC начали объединение операций своих сотовых операторов Orange и Sunrise в Швейцарии[123].
  - Премьер-министром Бельгии назначен Ив Летерм[124].
  - В Сент-Винсенте и Гренадинах прошёл референдум о принятии новой конституции. В ней предполагалось упразднение монархии и создание поста президента. 56 % населения высказалось против[125][126].
  - В Москве прошла шестая церемония вручения «Премии Рунета»[127].
  - В Саудовской Аравии от наводнения погибло 48 человек[128].
- 26 ноября
  - Одна из крупнейших компаний ОАЭ «Dubai World», занимающаяся, в том числе, созданием искусственных архипелагов Острова Пальм и Мир, попросила шестимесячной отсрочки выплат по своим долговым обязательствам, что стало причиной снижения ведущих фондовых индексов Европы[129][130][131].
  - Власти Ирана конфисковали у правозащитницы Ширин Эбади Нобелевскую медаль и диплом, а также орден Почётного легиона[132].
- 27 ноября
  - Министр труда Германии Франц Йозеф Юнг ушёл в отставку[133].
  - Совет управляющих МАГАТЭ осудил строительство Ираном второго завода по обогащению урана, Иран отреагировал заявлением, о намерении свести к минимуму сотрудничество с МАГАТЭ[134].
  - В результате крушения поезда «Невский экспресс» в 25 км от города Бологое погибло не менее 25 человек, около 63 пострадали[135].
  - Премьер-министр Вануату Эдвард Натапеи был отстранён от своей должности из-за того, что вовремя не предоставил письменное объяснение своего отсутствия на заседаниях парламента[136].
- 28 ноября
  - Председатель Палестинской автономии Махмуд Аббас посетил Венесуэлу с официальным визитом[137].
  - В Намибии завершились двухдневные президентские и парламентские выборы. На обоих выборах правящая партия СВАПО одержала победу[138].
- 29 ноября
  - Во втором туре президентских выборов в Уругвае победу одержал кандидат от правящей левой коалиции «Широкий фронт — Прогрессивная встреча» Хосе Мухика. Он получил более 51 % голосов[139].
  - На президентских выборах в Экваториальной Гвинее действующий президент Теодоро Обианг Нгема Мбасого переизбран на очередной семилетний срок[140].
  - На АЭС Кайга в индийском штате Карнатака 55 сотрудников станции были госпитализированы в связи с обнаружением в питьевой воде радиоактивного вещества. По сообщению официальных лиц инцидент не нанёс ущерба безопасности станции и здоровью людей[141].
  - В Гондурасе прошли президентские и парламентские выборы. Кандидат от оппозиционной Национальной партии Порфирио Лобо набрал 55,9 % голосов[142].
  - В Швейцарии прошёл референдум, по результатам которого запрет на строительство минаретов поддержали 57 % граждан страны[143].
  - Франция и Руанда восстановили дипломатические отношения[144].
- 30 ноября
  - В Мюнхене начались судебные слушания по делу 89-летнего Джона Демьянюка, обвиняемого в соучастии в убийстве 27.900 человек в нацистском концлагере Собибор[145].
  - В Порт-оф-Спейне (Тринидад и Тобаго) завершился 60-й саммит Британского содружества. 54-м членом Содружества стала Руанда[146].
  - В Португалии открылся XIX Иберо-американский саммит[147].
  - Большой адронный коллайдер установил мировой рекорд по разгону пучков протонов до высокого энергетического уровня разогнав пучки до энергии 1180 ГэВ[148].